# Urban Hagblom
Jens Urban Hagblom, född 30 september 1965 i Stockholm, är en svensk fotbollsledare. 
Hagblom var verksam som bland annat sportchef i GIF Sundsvall 1995-2022.
Hagblom föddes i Stockholm där hans pappa representerade Djurgårdens IF i brottning. Han växte upp i Hassela, Fränsta och Ljungaverk och är i dag bosatt i Sundsvall. 
Hagblom representerade som spelare Ljunga IF och IFK Sundsvall, med positionen mittback. 
Han blev 1995 assisterande tränare för GIF Sundsvall (ihop med Dino Cosmi och 1996-1997 Gunnar Samuelsson) och parallellt även kanslichef/sportchef. Han hade senare roller som klubbchef (med sportsligt ansvar), renodlad sportchef samt rekryteringsansvarig.
Hagblom var vid fem tillfällen med om att föra GIF Sundsvall till Allsvenskan (1999, 2007, 2011, 2014 och 2021).
2007 var han med om en svår bilolycka och fick efter det genomföra en lång sjukrehabilitering.
Den 14 november 2022 meddelades att han lämnar rollen sportchef i GIF Sundsvall.
Numera jobbar han med rådgivning inom fotbollen i det egna bolaget North Sports Consulting med fokus på scouting och rekrytering av spelare.